# Уайт Страйпс
„Уайт Страйпс“ (на английски: The White Stripes) е американско минималиситично пънк-блус дуо от Детройт, Мичиган.
Основано е през 1997 година. Двамата членове са Джак Уайт (електрическа китара, вокали, пиано, орган, маримба) и Мег Уайт (барабани, вокали). Добиват по-широка известност с албумите White Blood Cells и Elephant. Автор на текстовете на песните е Джак Уайт. Истинското име на Джак Уайт е Джон Антъни Гилис. Променя името си след женитбата си с Мег Уайт през септември 1996 г. През март 2000 г. двамата се развеждат, но продължават музикалната си колаборация. На концерти, Джак винаги представя Мег като по-малката си сестра.
Отличителна визуална черта на групата е стриктното им придържане към трите цвята бяло, черно и червено в облеклото и дизайна на албумите им. Групата е нетипична с това, че няма бас китарист.
Звученето на групата се характеризира като гаражен рок със засилени блус и понякога пънк елементи. Според Джак Уайт в музиката има три основни елемента: мелодия, ритъм и история, която се разказва. В повечето от песните са използвани само китара, барабани и глас, като понякога китарата се заменя от пиано. Известно е също, че албумите им са записани за не повече от 3 седмици и без помощта на компютърни програми.
На 2 февруари 2011 г. в техния официален уебсайт обявяват, че дуото прекратява своята дейност.

## Дискография

### Студийни албуми
- The White Stripes (1999)
- De Stijl (2000)
- White Blood Cells (2001)
- Elephant (2003)
- Get Behind Me Satan (2005)
- Icky Thump (2007)